# Liste der Kulturdenkmale in Epfendorf
In der Liste der Kulturdenkmale in Epfendorf sind alle Bau- und Kunstdenkmale der Gemeinde Epfendorf und ihrer Teilorte verzeichnet, die im „Verzeichnis der unbeweglichen Bau- und Kunstdenkmale und der zu prüfenden Objekte“ des Landesamts für Denkmalpflege Baden-Württemberg verzeichnet sind.
Diese Liste ist nicht rechtsverbindlich. Eine rechtsverbindliche Auskunft ist lediglich auf Anfrage bei der Unteren Denkmalschutzbehörde des Landkreises Rottweil erhältlich.

## Allgemein
- Bild: Zeigt ein ausgewähltes Bild aus Commons, „Weitere Bilder“ verweist auf die Bilder im Medienarchiv Wikimedia Commons.
- Bezeichnung: Nennt den Namen, die Bezeichnung oder die Art des Kulturdenkmals.
- Lage: Straßenname und Hausnummer oder Flurstücknummer des Kulturdenkmals, gegebenenfalls auch den Ortsteil. Die Grundsortierung der Liste erfolgt nach dieser Adresse. Der Link (Karte) führt zu verschiedenen Kartendiensten mit der Position des Kulturdenkmals. Fehlt dieser Link, wurden die Koordinaten noch nicht eingetragen. Sind diese bekannt, können sie über ein Tool mit einer Kartenansicht einfach nachgetragen werden. In dieser Kartenansicht sind Kulturdenkmale ohne Koordinaten mit einem roten bzw. orangen Marker dargestellt und können durch Verschieben auf die richtige Position in der Karte mit Koordinaten versehen werden. Kulturdenkmale ohne Bild sind an einem blauen bzw. roten Marker erkennbar.
- Datierung: Baubeginn, Fertigstellung, Datum der Erstnennung oder grobe zeitliche Einordnung entsprechend des Eintrags in der zuständigen Denkmaldatenbank (Landesamt für Denkmalpflege Baden-Württemberg).
- Beschreibung: Kurzcharakteristik des Kulturdenkmals.

## Epfendorf
| Bild           | Bezeichnung                                        | Lage                                         | Datierung             | Beschreibung | ID |
| -------------- | -------------------------------------------------- | -------------------------------------------- | --------------------- | ------------ | -- |
|                | Gasthaus Krone                                     | Epfendorf, Adenauerstraße 18 (Karte)         | Wohl 1733             |              |    |
|                | Wegkreuz                                           | Epfendorf, bei Adenauerstraße 30 (Karte)     | 1876                  |              | BW |
|                | Bahnwärterhaus                                     | Epfendorf, Adenauerstraße 44 (Karte)         | Um 1866               |              | BW |
|                | Empfangsgebäude des Bahnhofs Epfendorf             | Epfendorf, Bahnhof Epfendorf 1 (Karte)       | 1867                  |              | BW |
|                | Empfangsgebäude des Bahnhofs Talhausen             | Epfendorf, Bahnhof Talhausen 6 (Karte)       | 1867                  |              |    |
|                | Wegkreuz                                           | Epfendorf, Barbensteige, Kapf                | Anfang des 20. Jh.    |              |    |
|                | Brücke                                             | Epfendorf, Bendelhalde (Karte)               | 1846-49               |              | BW |
|                | Butschhof mit Kellerhaus, Backofen und Backhaus    | Epfendorf, Butschhof 1, 1a, 2, 2a, 5 (Karte) | 18./19. Jh.           |              | BW |
|                | Friedhofskreuz auf dem Friedhof Talhausen          | Epfendorf, Frida-Schönborn-Weg               | 1876                  |              |    |
|                | Wohnhaus                                           | Epfendorf, Gässle 2 (Karte)                  | 17. Jh.               |              | BW |
|                | Wegkreuz                                           | Epfendorf, bei Gässle 2                      | 1884                  |              |    |
|                | Wegkreuz                                           | Epfendorf, Harzwaldhäuser                    | 1920                  |              |    |
|                | Quergeteiltes Einhaus                              | Epfendorf, Harzwaldhäuser 6 (Karte)          | 1851                  |              | BW |
|                | Schwere Flugabwehrstellung „Harzwaldhäuser“        | Epfendorf, Hirschsteig                       | 1939                  |              |    |
|                | Wegkreuz                                           | Epfendorf, Hirschsteig                       | Um 1950               |              |    |
| Weitere Bilder | Wegkreuz                                           | Epfendorf, Kapfwald (Karte)                  | 1873                  |              |    |
|                | Wegkreuz                                           | Epfendorf, Kirchbühl, Krumme Steige          | 1874                  |              |    |
|                | Quergeteiltes Einhaus                              | Epfendorf, Mühlweg 13                        | 18. Jh.               |              |    |
|                | Wegkreuz                                           | Epfendorf, Neue Steige, Kapfwald             | Wohl Ende des 19. Jh. |              |    |
|                | Wegkreuz                                           | Epfendorf, bei Rindenhof 1                   | 1877                  |              |    |
|                | St.-Anna-Kapelle                                   | Epfendorf, Römersteige 20 (Karte)            | 17. Jh.               |              |    |
|                | Rothes Kreuz                                       | Epfendorf, Rotkreuz                          | 1825                  |              |    |
|                | Kapelle Mariae Heimsuchung                         | Epfendorf, Rottweiler Straße 9 (Karte)       | 1889                  |              | BW |
|                | Wegkreuz                                           | Epfendorf, Tiersteinhalde                    | 1876                  |              |    |
|                | Wegkreuz                                           | Epfendorf, Tiersteinhalde                    | 1934                  |              |    |
|                | Kirchturm der ehem. kath. Pfarrkirche St. Remigius | Epfendorf, Turmweg 7 (Karte)                 | Um 1380               |              |    |
|                | Friedhofskreuz                                     | Epfendorf, bei Turmweg 7 (Karte)             | 1865                  |              | BW |
|                | Reliefplatte eines Gefallenendenkmals              | Epfendorf, bei Turmweg 7                     | 1926                  |              |    |
|                | Wegkreuz                                           | Epfendorf, bei Wasental 1/1                  | 1885                  |              |    |

## Harthausen
| Bild | Bezeichnung                         | Lage                                          | Datierung                                 | Beschreibung | ID |
| ---- | ----------------------------------- | --------------------------------------------- | ----------------------------------------- | ------------ | -- |
|      | Katholische Pfarrkirche St. Michael | Harthausen, Hauptstraße 15 (Karte)            | 1910/11                                   |              | BW |
|      | Hofgut Ramstein                     | Harthausen, Hofgut Ramstein 1 (Karte)         | 2. Hälfte des 19. Jh.                     |              | BW |
|      | Brücke                              | Harthausen, Ramsteiner Mühle (Karte)          | 19. Jh.                                   |              | BW |
|      | Schloss Lichtenegg                  | Harthausen, Schloss Lichtenegg 1 (Karte)      | Um 1562 auf mittelalterlichen Grundmauern |              |    |
|      | Schlosskapelle                      | Harthausen, Schloss Lichtenegg 2 (Karte)      | 1724                                      |              | BW |
|      | Remise                              | Harthausen, Schloss Lichtenegg 3 (Karte)      | Um 1840                                   |              | BW |
|      | Doppelgehöft                        | Harthausen, Trichtinger Straße 20, 22 (Karte) | Anfang des 19. Jh.                        |              | BW |

## Trichtingen
| Bild | Bezeichnung                                   | Lage                                                         | Datierung               | Beschreibung | ID |
| ---- | --------------------------------------------- | ------------------------------------------------------------ | ----------------------- | ------------ | -- |
|      | Gasthaus Krone mit Kellerhaus                 | Trichtingen, Harthausner Straße 2, Im Kronengarten 2 (Karte) | Um 1795                 |              | BW |
|      | Quergeteiltes Einhaus                         | Trichtingen, Hintere Gasse 2 (Karte)                         | 17. Jh.                 |              | BW |
|      | Quergeteiltes Einhaus                         | Trichtingen, Hintere Gasse 4 (Karte)                         | Ende 18./Anfang 19. Jh. |              | BW |
|      | Quergeteiltes Einhaus                         | Trichtingen, Hintere Gasse 8 (Karte)                         | Anfang 18. Jh.          |              | BW |
|      | Gemeindehaus                                  | Trichtingen, Im Dorf 8 (Karte)                               | 1950                    |              | BW |
|      | Kellerhaus                                    | Trichtingen, bei Im Täle 9                                   | 1817                    |              |    |
|      | Quergeteiltes Einhaus                         | Trichtingen, Kirchstraße 2 (Karte)                           | 1479                    |              | BW |
|      | Kellerhaus                                    | Trichtingen, bei Kirchstraße 8 (Karte)                       | 1790                    |              | BW |
|      | Kellerhaus                                    | Trichtingen, bei Kirchstraße 16 (Karte)                      | 1830                    |              | BW |
|      | Kellerhaus                                    | Trichtingen, bei Kirchstraße 22 (Karte)                      | 1842                    |              | BW |
|      | Pfarrhaus                                     | Trichtingen, Kirchstraße 24 (Karte)                          | 1591                    |              | BW |
|      | Cyriakuskirche mit Kirchhof und Kirchhofmauer | Trichtingen, Kirchstraße 26 (Karte)                          | mittelalterlich         |              | BW |
|      | Gefallenendenkmal                             | Trichtingen, bei Kirchstraße 26                              | 1961                    |              |    |
|      | Quergeteiltes Einhaus                         | Trichtingen, Kirchstraße 33 (Karte)                          | Um 1725                 |              | BW |
|      | Kellerhaus                                    | Trichtingen, Leidringer Straße 1 (Karte)                     | Um 1875                 |              | BW |
|      | Rathaus                                       | Trichtingen, Oberndorfer Straße 6 (Karte)                    | Um 1720                 |              | BW |